# Uh, jeg ville ønske jeg var dig

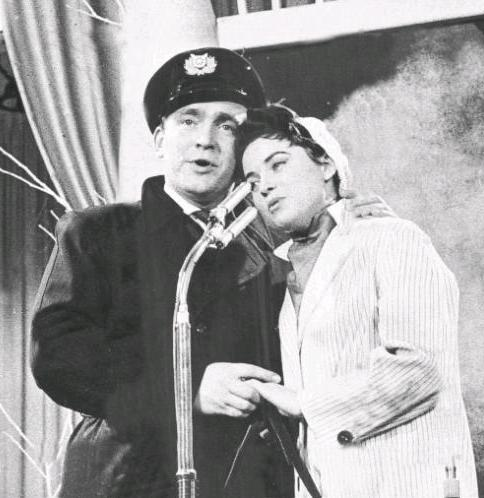
Birthe Wilke, intérprete de la canción, con Gustav Winckler en 1957.

«Uh, jeg ville ønske jeg var dig» (en español: «Oh, desearía ser tú») es una canción compuesta por Otto Lington e interpretada en danés por Birthe Wilke. Se lanzó como sencillo en 1959 mediante Philips Records. Fue elegida para representar a Dinamarca en el Festival de la Canción de Eurovisión de 1959 tras ganar la final nacional danesa, Dansk Melodi Grand Prix 1959.

## Festival de la Canción de Eurovisión 1959

### Selección
«Uh, jeg ville ønske jeg var dig» calificó para representar a Dinamarca en el Festival de la Canción de Eurovisión 1959 tras ganar la final nacional danesa, Dansk Melodi Grand Prix 1959.

### En el festival
La canción participó en el festival celebrado en el Palacio de Festivales y Congresos de Cannes el 11 de marzo de 1959, siendo interpretada por la cantante danesa Birthe Wilke. La orquesta fue dirigida por Kai Mortensen.
Fue interpretada en segundo lugar, siguiendo a Francia con Jean Philippe interpretando «Oui, oui, oui, oui» y precediendo a Italia con Domenico Modugno interpretando «Piove (Ciao ciao bambina)». Al final de las votaciones, la canción recibió 12 puntos, obteniendo el quinto puesto de 11.